# Lord Ismay
Lord Ismay (Hastings Lionel Ismay, 1st Baron Ismay) (født 21. juni 1887, død 17. december 1965) var NATO's generalsekretær fra 1952-1957.